# Joseph Pache
Joseph Pache (Friedland, Silèsia, Alemanya 1861 - Baltimore, Maryland, EUA, 7 de desembre de 1926) fou un compositor, professor alemany nacionalitzat estatunidenc.
Estudià el seu art en l'Acadèmia Reial de Múnic, en el Conservatori Scharwenka (del que després en fou professor) i a Berlín amb Max Bruch. Posteriorment es dirigí a l'Amèrica del Nord, on a Nova York fundà l'Oratori Society el 1903. I des del 1904 director del Baltimore Oratorio Society fins al 1924, any en què la societat es va dissoldre.